# Nephrotoma medioligula
Nephrotoma medioligula is een tweevleugelige uit de familie langpootmuggen (Tipulidae). De soort komt voor in het Neotropisch gebied.